# ایکس‌آر-۴۰۰
ایکس‌آر-۴۰۰ (XR-۴۰۰) خودرویی است.طراحی آن خودروهای موتور جلو-محور عقب بوده سیستم جعبه‌دندهٔ آن ۳ دنده به صورت خودکار است.